# Малые Гайны
Малые Гайны (баш. Кесе Гәйнә) — деревня в Миякинском районе Башкортостана, входит в состав Кожай-Семёновского сельсовета. 

## Население
| 2002 | 2009 | 2010 |
| ---- | ---- | ---- |
| 96   | ↘82  | ↘62  |

Национальный состав
Согласно переписи 2002 года, преобладающая национальность — башкиры (82 %).

Согласно переписи 1920 года, в селе Малые Гайны проживало 265  татар.

## Географическое положение
Находится на правом берегу реки Дёмы.
Расстояние до:
- районного центра (Киргиз-Мияки): 27 км,
- центра сельсовета (Кожай-Семёновка): 6 км,
- ближайшей ж/д станции (Аксёново): 38 км.

## Известные уроженцы
- Тулин, Сергей Загитович (род. 11 сентября 1957) — советский и российский военачальник, генерал-майор запаса, Герой Российской Федерации (1996)[6][7].